# 红嘴子站
红嘴子站是长春轨道交通1号线的地铁站，位于中国吉林省长春市南关区人民大街与和美路交叉口北侧，为1号线南端终点站，于2017年6月30日开通。本站曾用名红咀子站，2017年12月9日更为现站名。

## 车站结构

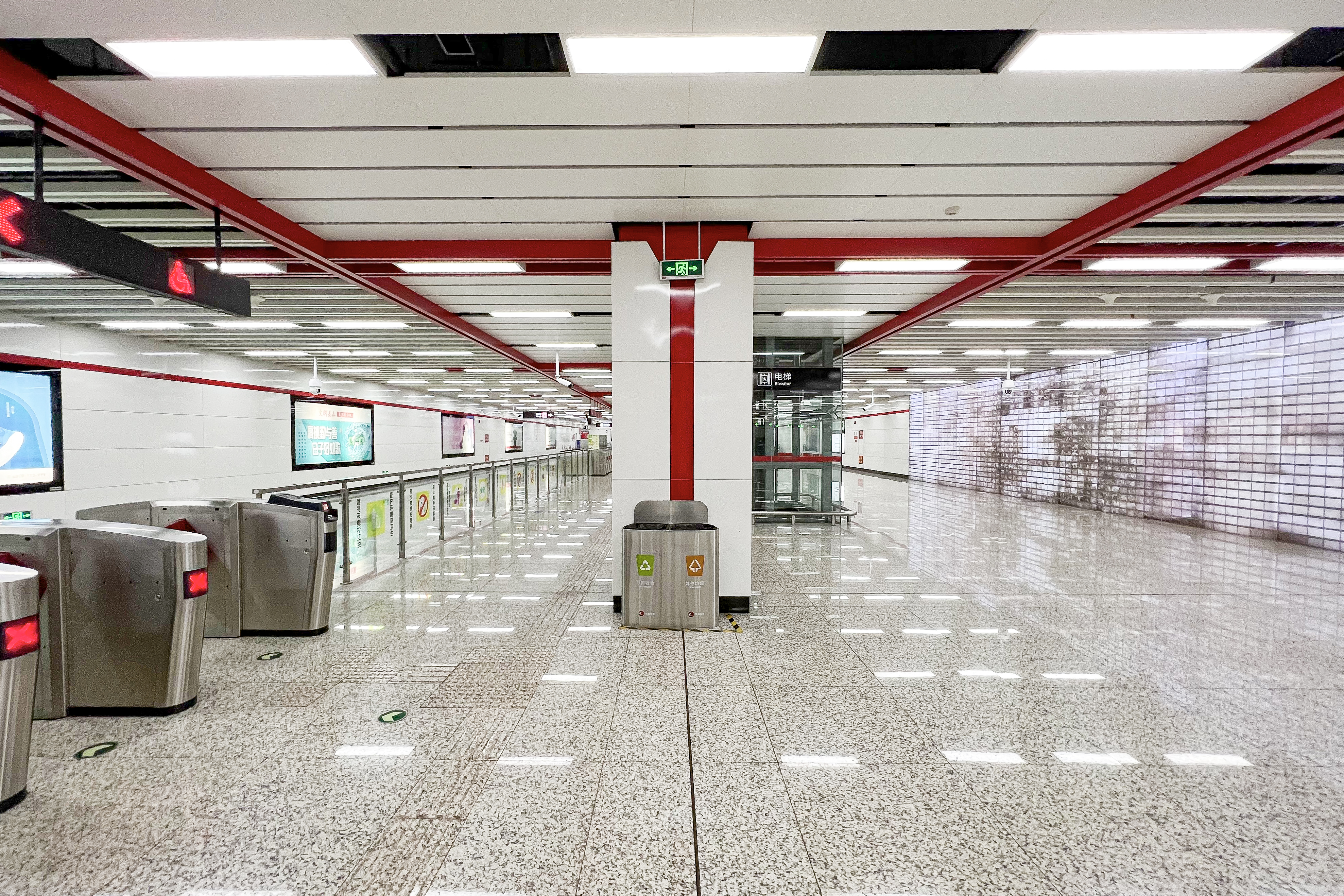
站厅

红嘴子站位于人民大街与和美路交叉口北侧，沿人民大街路东设置，呈南北走向，为地下二层岛式站台车站，车站长420.5米，宽19.7米，车站地下一层为站厅层，地下二层为站台层，站台设置全高站台门。车站南侧设有两条出入段线，连通永春车辆段。
| 地面              | 出入口 | B、C出入口                                                                                    |
| 地下一层          | 站厅   | 客服中心、自动售票机、验票机                                                                  |
| 地下二层          | 站台   | \| \| \| █ 1号线往北环城路（华庆路） \| \| 島式 · 開左邊车门 \| \| \| \| \| \| █ 1号线落客 \| |
|                   |        | █ 1号线往北环城路（华庆路）                                                                   |
| 島式 · 開左邊车门 |        |                                                                                               |
|                   |        | █ 1号线落客                                                                                   |

## 车站出口
红嘴子站目前开放2个出入口，各出口及周围设施如下所示：
| 编号                  | 出入口信息               | 照片 | 无障碍设施 |
| --------------------- | ------------------------ | ---- | ---------- |
| 出口 · B · 升降机标志 | 人民大街东侧             |      |            |
| 出口 · C              | 人民大街东侧，和美路北侧 |      | 不適用     |
| 註： 設有             |                          |      |            |

## 公共艺术
车站采用红白为主色调的现代简洁表现手法，顶面部分选用线路色红色来作为点缀，柱面选用君子兰的根茎作为造型，与顶面的色带相呼应，形成抽象的君子兰造型。车站主题风格为《光影记忆》，站厅艺术品为高3.2米、长15米的照片墙，全部由长春电影制片厂出品的黑白电影复制胶片组成，通过拼贴组合的方式，展现了长春电影制片厂作为新中国电影摇篮的光辉历程。

## 接驳交通

### 公交车
| 红嘴子    | 红嘴子     | 红嘴子 | 红嘴子       | 红嘴子 |
| 编号      | 路线       | 路线   | 路线         | 备注   |
| --------- | ---------- | ------ | ------------ | ------ |
| 902       | 工人体育馆 | ⇆      | 红嘴子地铁站 |        |
| 高新5号线 | 新能源车场 | ⇆      | 红嘴子地铁站 |        |

## 车站历史
本站工程名与开通时站名为红咀子站，后更名红嘴子站，以车站所处的红嘴子村命名。
- 2017年
  - 6月30日，车站随1号线通车开通[1]。
  - 12月9日，车站更名为红嘴子站[2]。